# 雷蒙·普恩加萊
雷蒙·普恩加莱（Raymond Poincaré，1860年8月20日—1934年10月15日），又译雷蒙·彭加勒，法國政治家。1912年－1913年擔任法國總理和外交部長；1913年－1920年擔任法兰西第三共和国的總統；1922年－1924年與1926年－1929年再次出任總理，他是第三共和國任期最長的總理（在任時間共計2343天）。

## 家庭
普恩加莱生于巴勒迪克，其堂兄是著名的數學家昂利·庞加莱。他在巴黎大学学习法律，1880年成为律师。

## 政坛生涯

### 初入政坛
- 1887年－1903年擔任众议员。
- 1893年、1895年任公共教育部长。
- 1894年－1895年、1906年任财政部长。
- 1903年－1913年擔任参议员。
- 1909年當選法蘭西學院院士。

### 总理和总统
- 1912年－1913年任总理兼外长期间，确立法国对摩洛哥的殖民统治。
- 1913年－1920年任总统期间，积极备战，促使内阁通过3年义务兵役法。

### 一战战后
- 1920年任赔款委员会主席，复任总理兼外长，主张对德采取强硬政策。
- 1923年出兵鲁尔，迫使德国继续支付赔款。
- 1924年在议会选举中失败。

### 晚年
- 1926年取代E.赫里欧，另组国民联盟政府，任总理兼财政部长。
- 1929年因病退出政界。
- 1934年10月15日卒于巴黎。